# Pijavica
Pijavica (italsky Piavizza) je vesnice a přímořské letovisko v Chorvatsku v Licko-senjské župě, spadající pod opčinu města Senj. Nachází se pod pohořím Velebit, asi severozápadně od Senje. V roce 2011 zde trvale žilo 262 obyvatel. Dříve byla Pijavica součástí vesnice Krivi Put.
Sousedními vesnicemi jsou Sveta Jelena a Vrataruša, sousedním městem Senj.